# معاجم الطبراني
معاجم الطبراني: هي ثلاثة من كتب الحديث عند المسلمين. جمعها الإمام أبو القاسم سليمان بن أحمد بن أيوب الطبراني، ورتبها على طريقة المعاجم، أي أنه رتبها بحسب ترتيب أسماء شيوخه الذين روى عنهم النصوص المسندة على حروف المعجم. وهذه المعاجم هي:-
- المعجم الكبير.
- المعجم الأوسط.
- المعجم الصغير.